# Stazione di Orgiano
La stazione di Orgiano è una stazione ferroviaria della dismessa linea Treviso – Ostiglia, posta a due chilometri dal centro del comune vicentino di Orgiano. Era situata alla progressiva chilometrica 41+225 della suddetta strada ferrata.

## Storia
La stazione di Orgiano fu aperta l'8 luglio 1928, come stazione del secondo tronco della nuova ferrovia Treviso-Ostiglia, tronco del tratto Cologna Veneta-Grisignano di Zocco. Come molte stazioni di questa linea si trovava, per esigenze di progettazione bellica, piuttosto discosta dal centro abitato che le dava il nome; in ogni caso la cittadina di Orgiano era servita anche da alcune autolinee, specialmente verso Noventa Vicentina.
Durante la Seconda guerra mondiale, nel 1944 e nel 1945, la stazione subì alcuni pesanti bombardamenti aerei che rasero al suolo il fabbricato viaggiatori; quest'ultimo venne successivamente ricostruito con il tipico stile architettonico del Secondo dopoguerra. Anche diverse tradotte militari tedesche vennero distrutte o bloccate nei pressi della stazione a seguito delle incursioni aeree.
Il traffico ferroviario civile, ripreso normalmente nel dopoguerra, fu interrotto il 2 settembre 1967 per l'intero tronco Cologna Veneta-Grisignano, pertanto anche la stazione di Orgiano venne a cessare le proprie funzioni.

## Strutture ed impianti

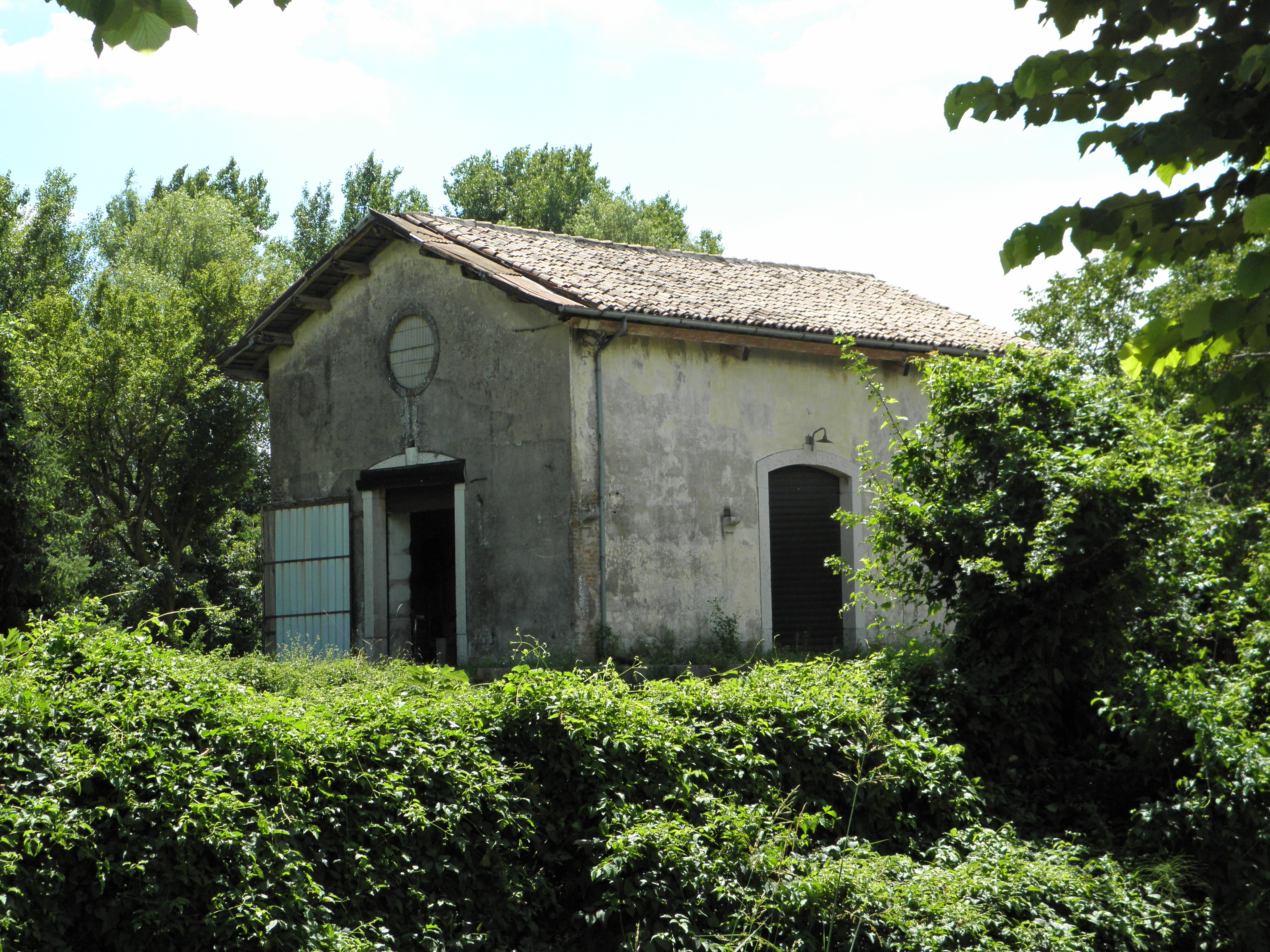
Il magazzino merci dell'ex stazione ferroviaria di Orgiano, fotografato nel luglio 2020.

La stazione era dotata di un fabbricato viaggiatori a pianta rettangolare e a due livelli. Al piano inferiore erano posizionate la sala d'attesa, l'ufficio movimento, una biglietteria ed il deposito bagagli. Il piano superiore un tempo era riservato ad abitazione. Tutti questi locali sono attualmente, 2011, abitati e utilizzati da privati, così come il magazzino merci.
La stazione era inoltre dotata di uno scalo merci che era interessato dal trasporto delle barbabietole da zucchero.